# Ulica 26 Marca w Wodzisławiu Śląskim
Ulica 26 Marca w Wodzisławiu Śląskim – główna ulica miasta, łącząca Stare Miasto z Nowym Miastem. Sięga od ronda na skrzyżowaniu ul. Piłsudskiego, Wałowej, Placu Gladbeck oraz ul. Daszyńskiego do ronda na skrzyżowaniu z ul. Radlińską i ul. Matuszczyka. W XIX w. była to droga prowadząca na Folwark. Po II wojnie światowej ulicę tę rozbudowano, a wokół niej zaczęło powstawać Nowe Miasto. Jej nazwa wywodzi się od daty wyzwolenia Wodzisławia Śl. spod okupacji hitlerowskiej. Do dzisiaj jej funkcja się nie zmieniła i pełni ważną rolę połączenia Nowego Miasta z Centrum i drogą krajową nr 78. W przybliżeniu długość ulicy wynosi 1,6 km. Cała ulica jest jednojezdniowa z wydzielonym pasem ruchu w obu kierunkach. Natomiast od ronda obok TESCO, aż do skrzyżowania z ul. F. Matuszczyka i ul. Radlińską, ma dwa pasy ruchu w obu kierunkach i stanowi integralną część obwodnicy miejskiej. Przy ulicy znajdują się takie instytucje jak Sąd Okręgowy w Gliwicach – Wydział Zamiejscowy V Karny i Szpital Miejski. Jej nazwę próbowano kilka razy zmienić na Aleję 3 Maja oraz na ulicę Nowomiejską, jednak bez skutku z powodu protestów mieszkańców.
Ulica 26 Marca w Wodzisławiu Śląskim upamiętnia Akcję pod Arsenałem, podczas której z rąk Gestapo odbito Jana Bytnara oraz 20 innych więźniów. 

## Galeria

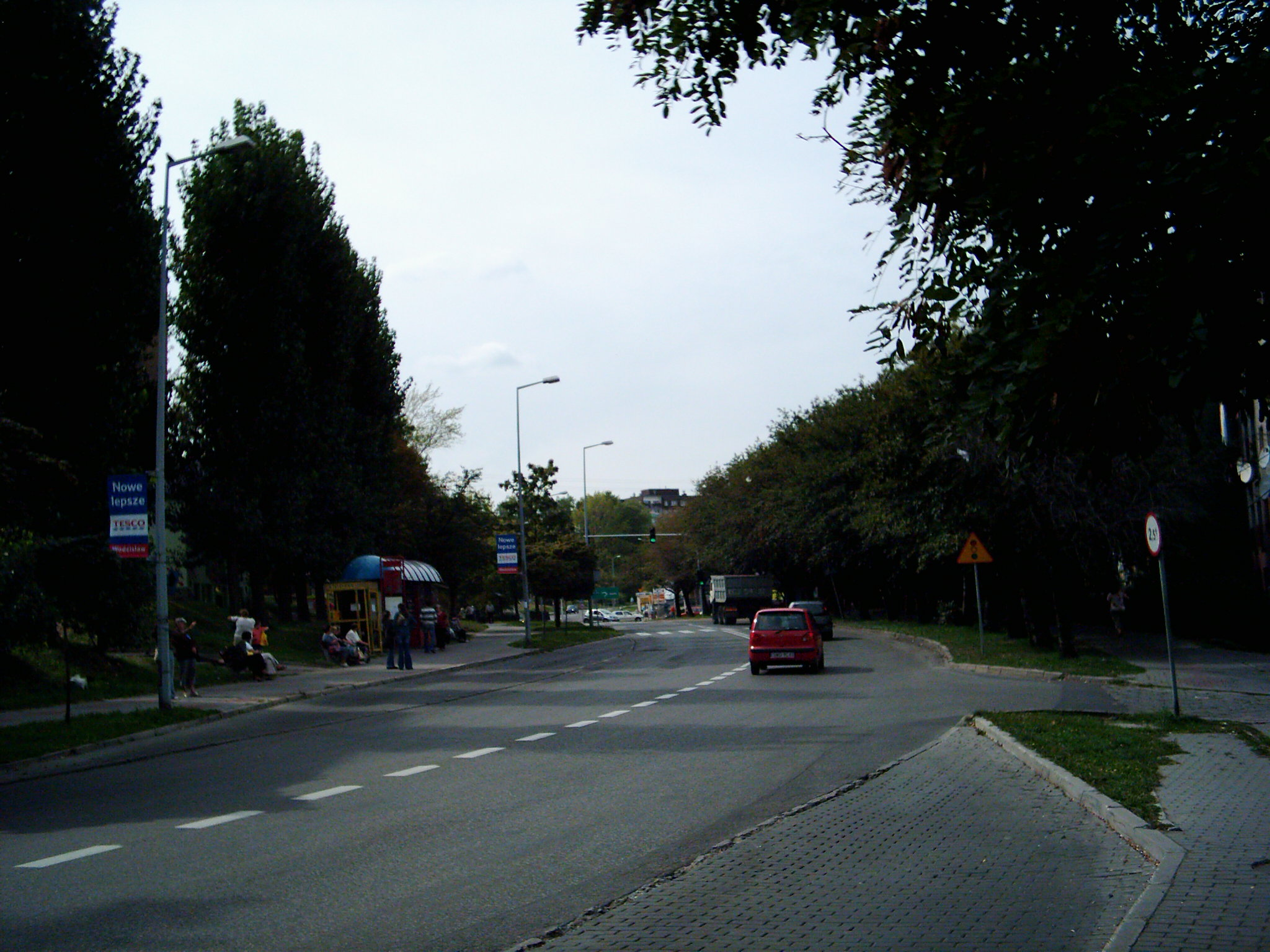
Ul. 26 Marca - widok ogólny. W głębi widoczne osiedle mieszkaniowe tzw. "wieżowce na szpitalu"
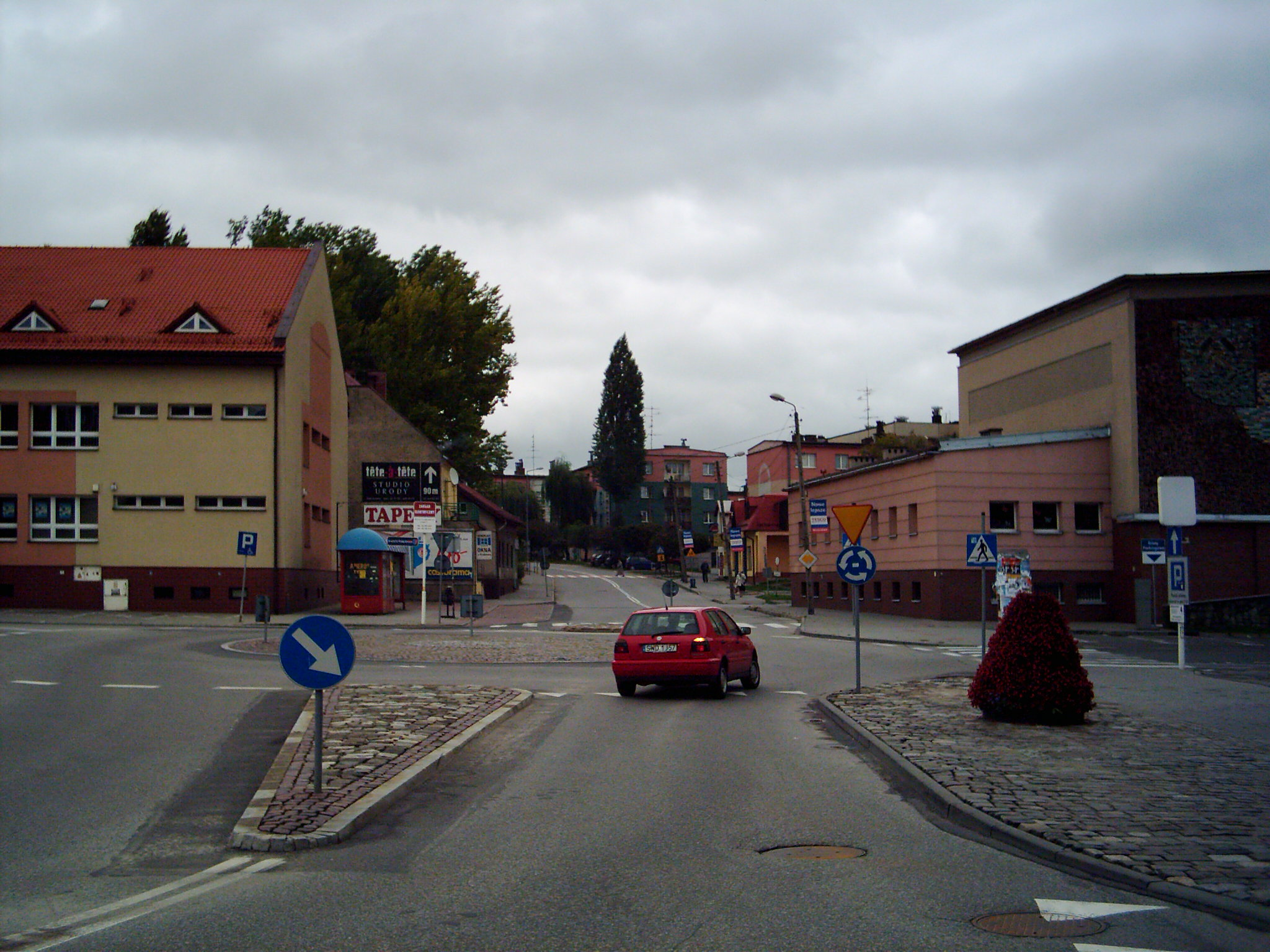
Widok obecny ul. 26 Marca od strony ronda Alanya w Wodzisławiu Śl.(dawna droga na Folwark)
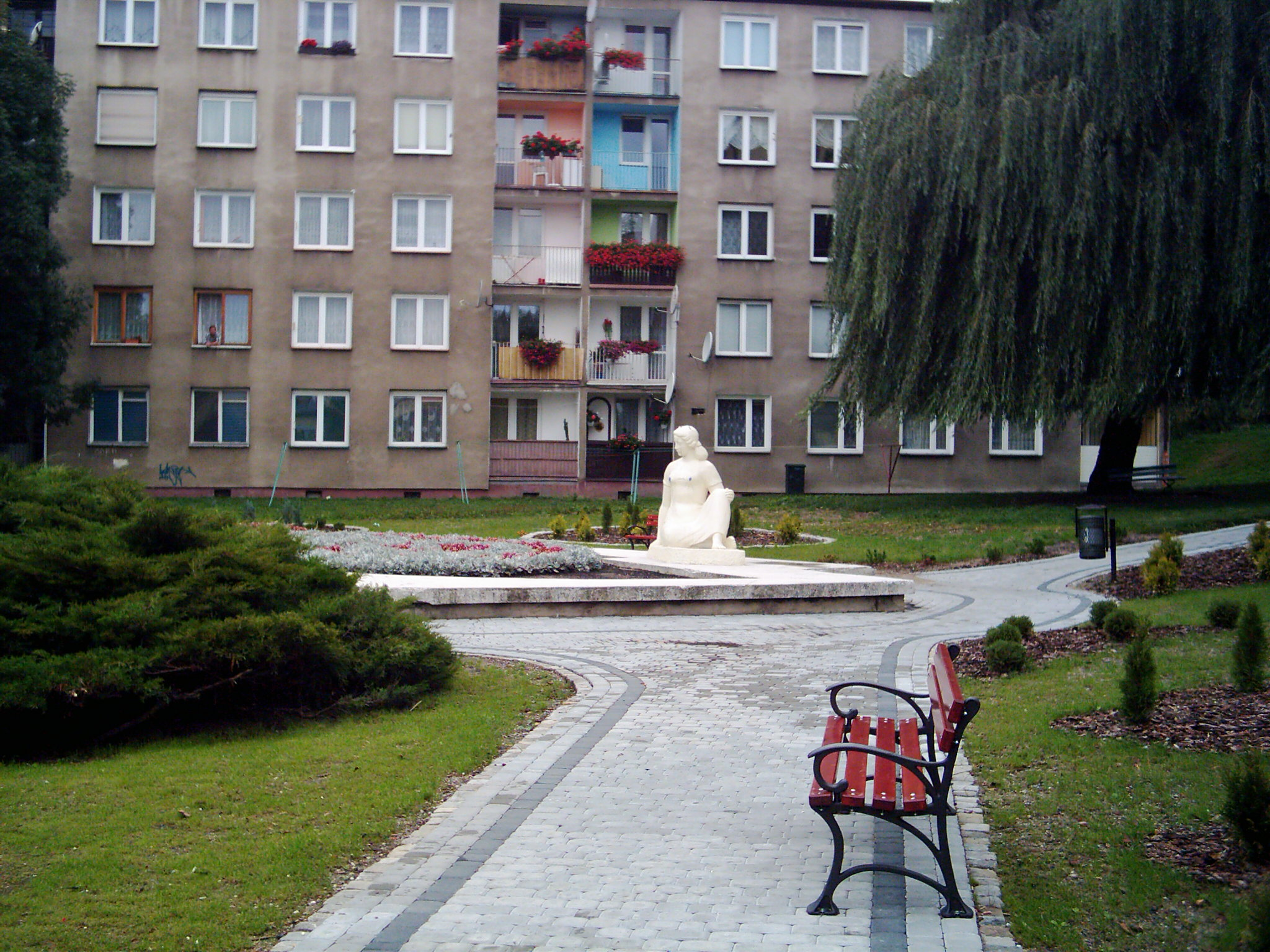
Przerobiona na kwietnik Fontanna z Figurą "Matki Polki" na ul. 26 Marca w Wodzisławiu Śl.
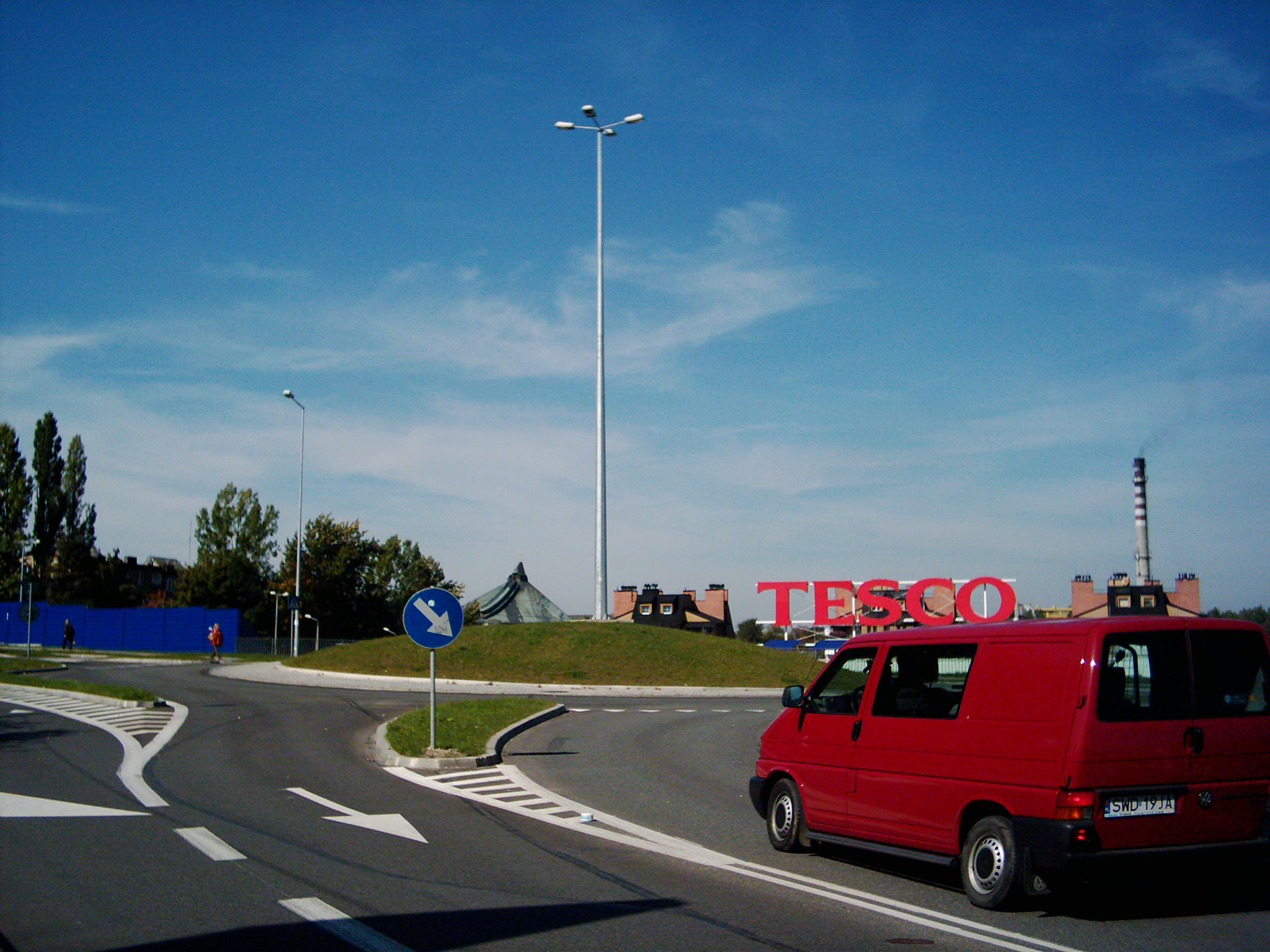
Rondo Sallaumines na ulicy 26 Marca w Wodzisławiu Śląskim. Za rondem widoczny supermarket TESCO
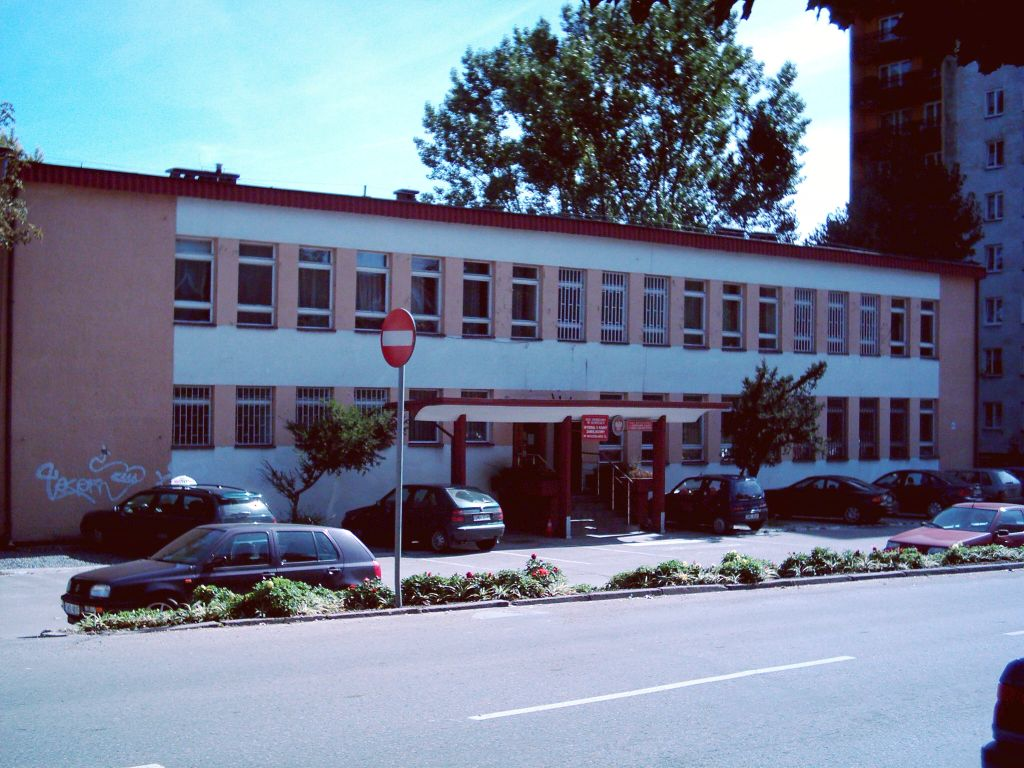
Budynek Sądu okręgowego w Wodzisławiu Śląskim
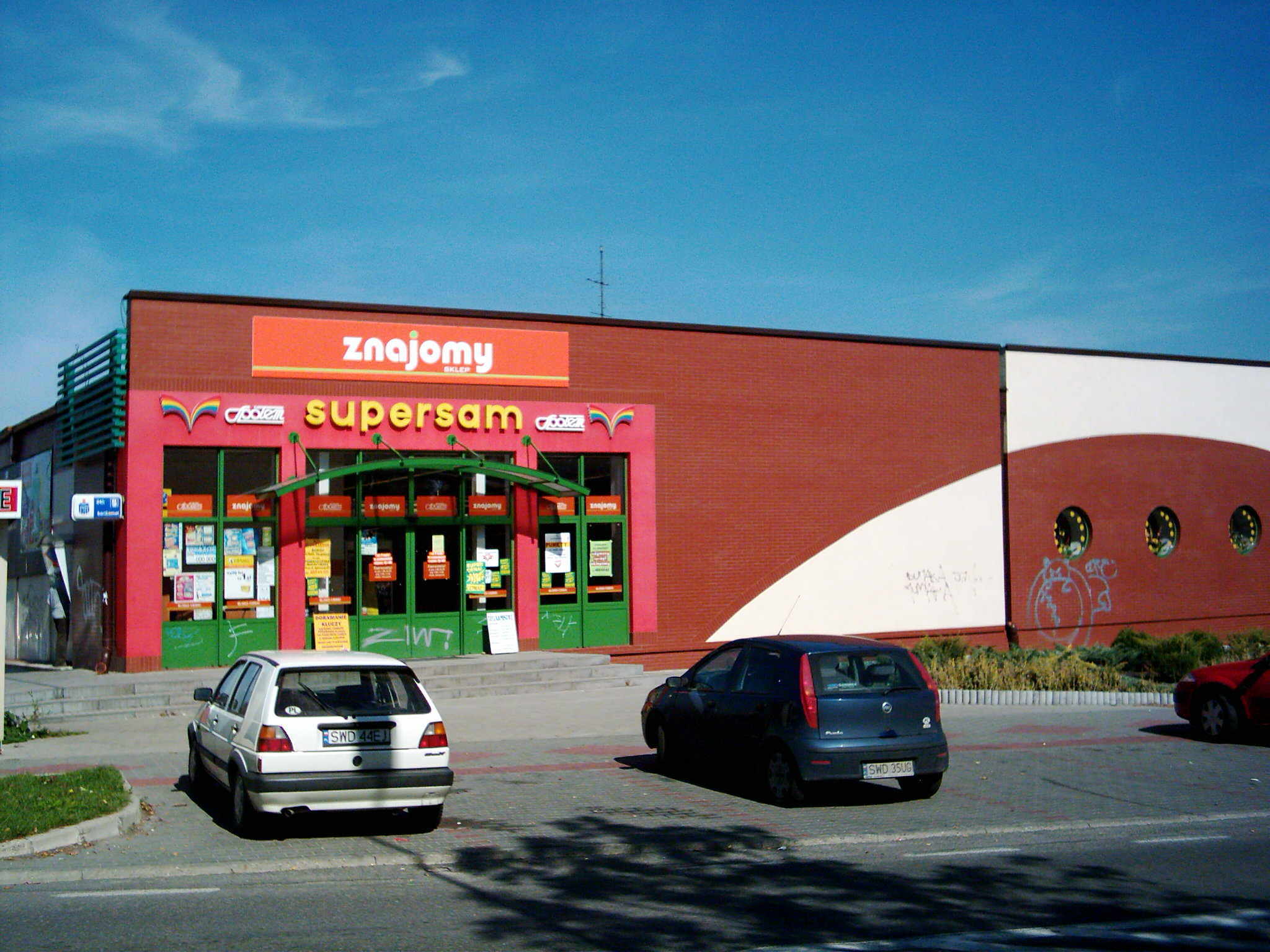
Centrum Handlowe SUPERSAM przy ulicy 26 Marca
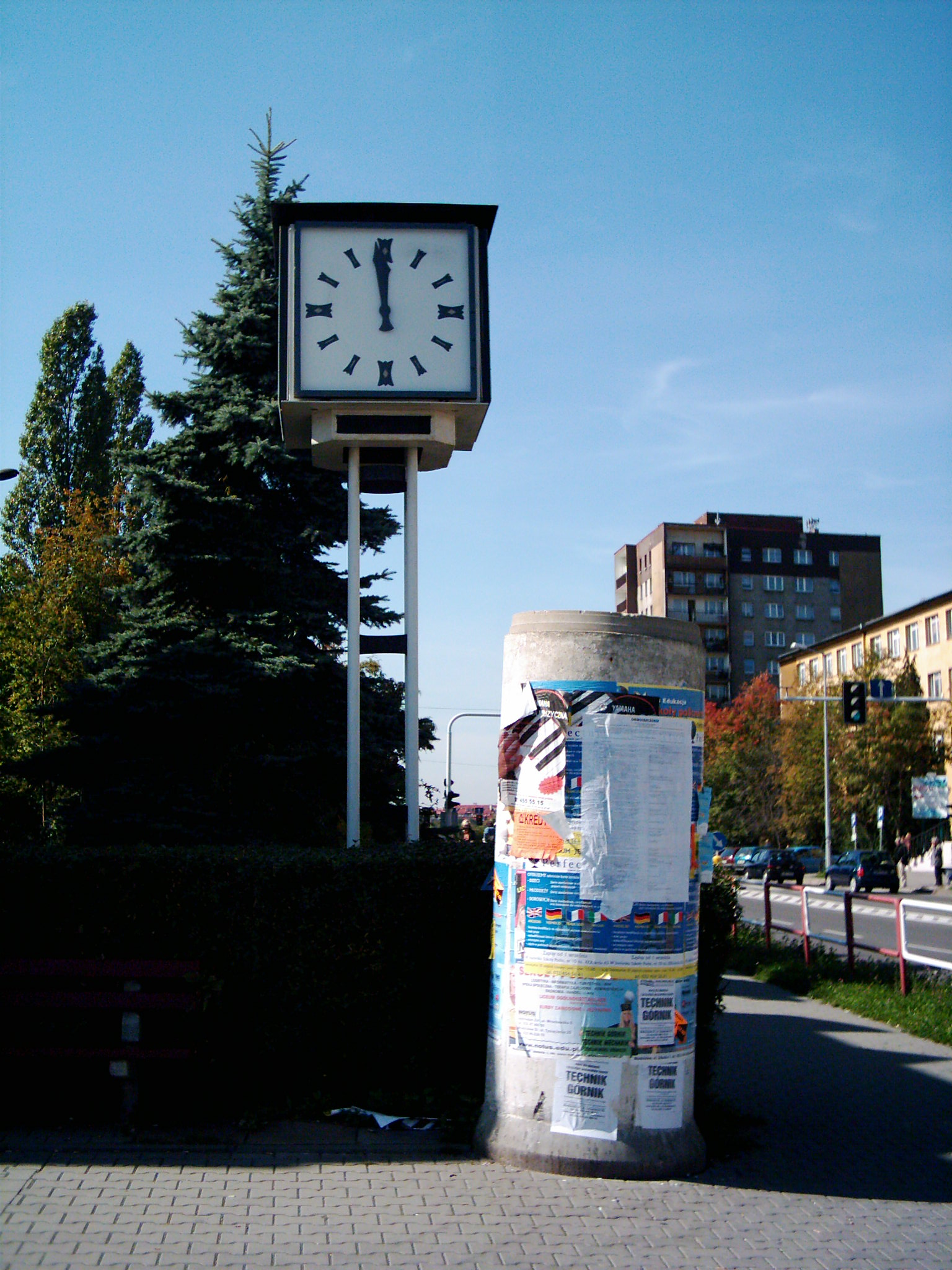
Zegar na ulicy 26 Marca w Wodzisławiu Śląskim w okolicach Szpitala
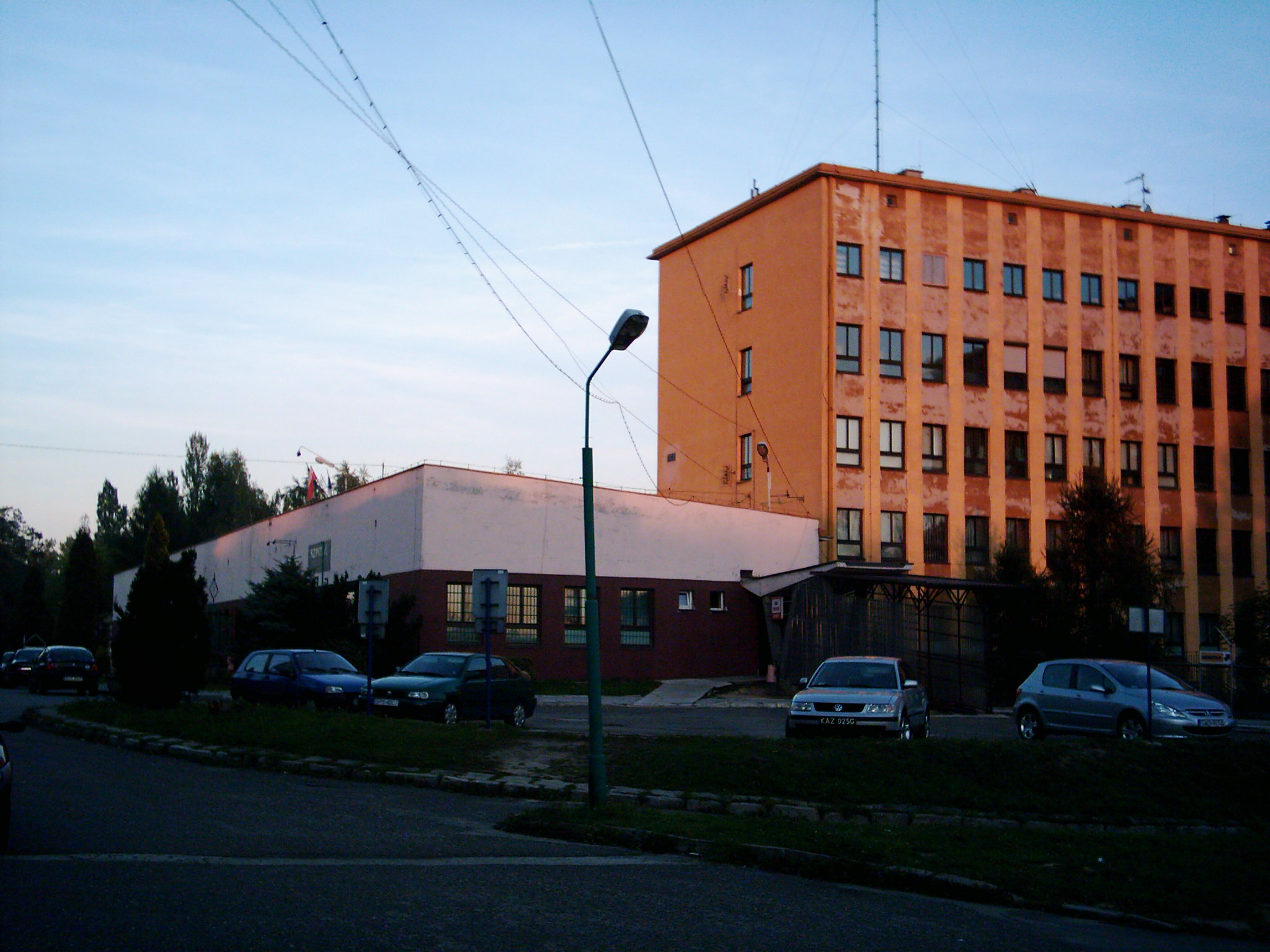
Szpital Miejski Nr 1 przy ulicy 26 Marca
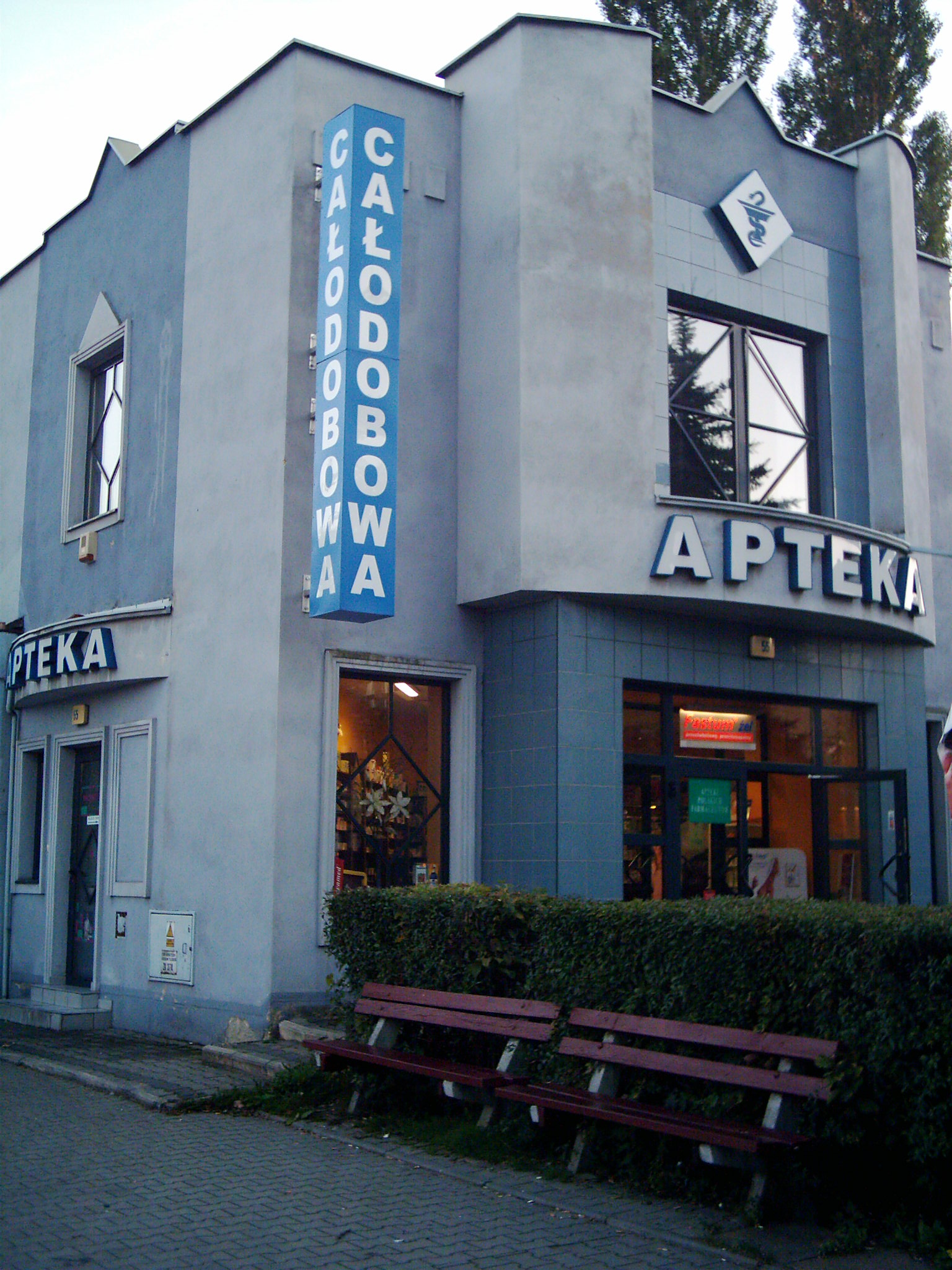
Apteka całodobowa obok Szpitala Miejskiego przy ulicy 26 Marca
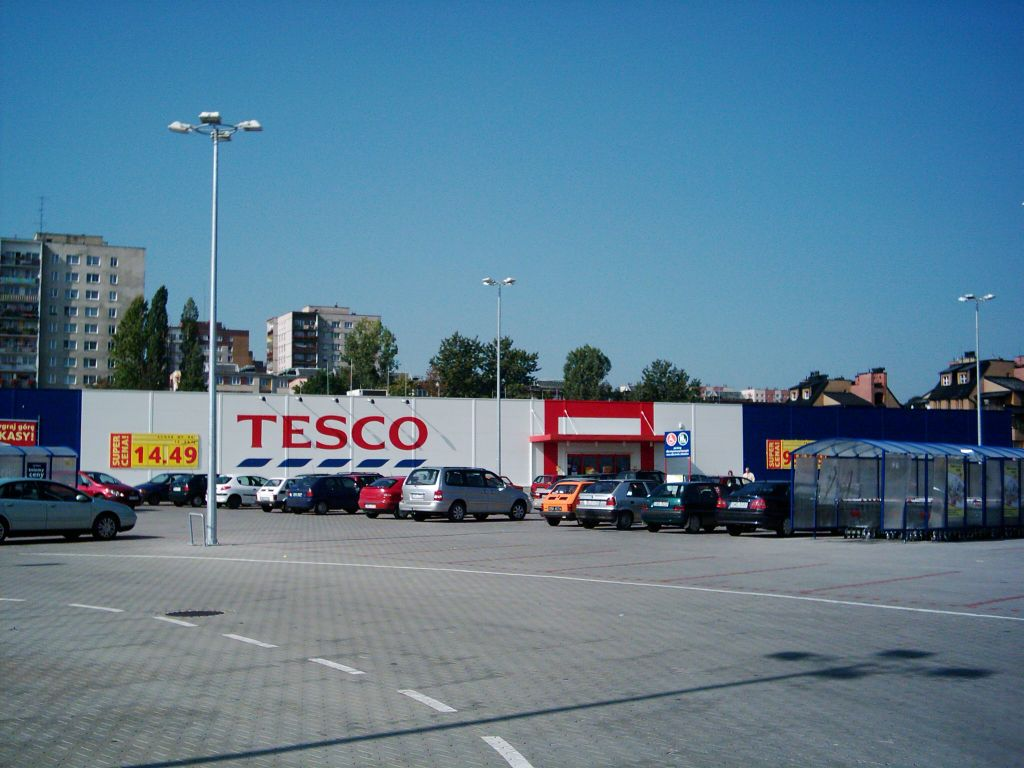
TESCO przy ulicy 26 Marca
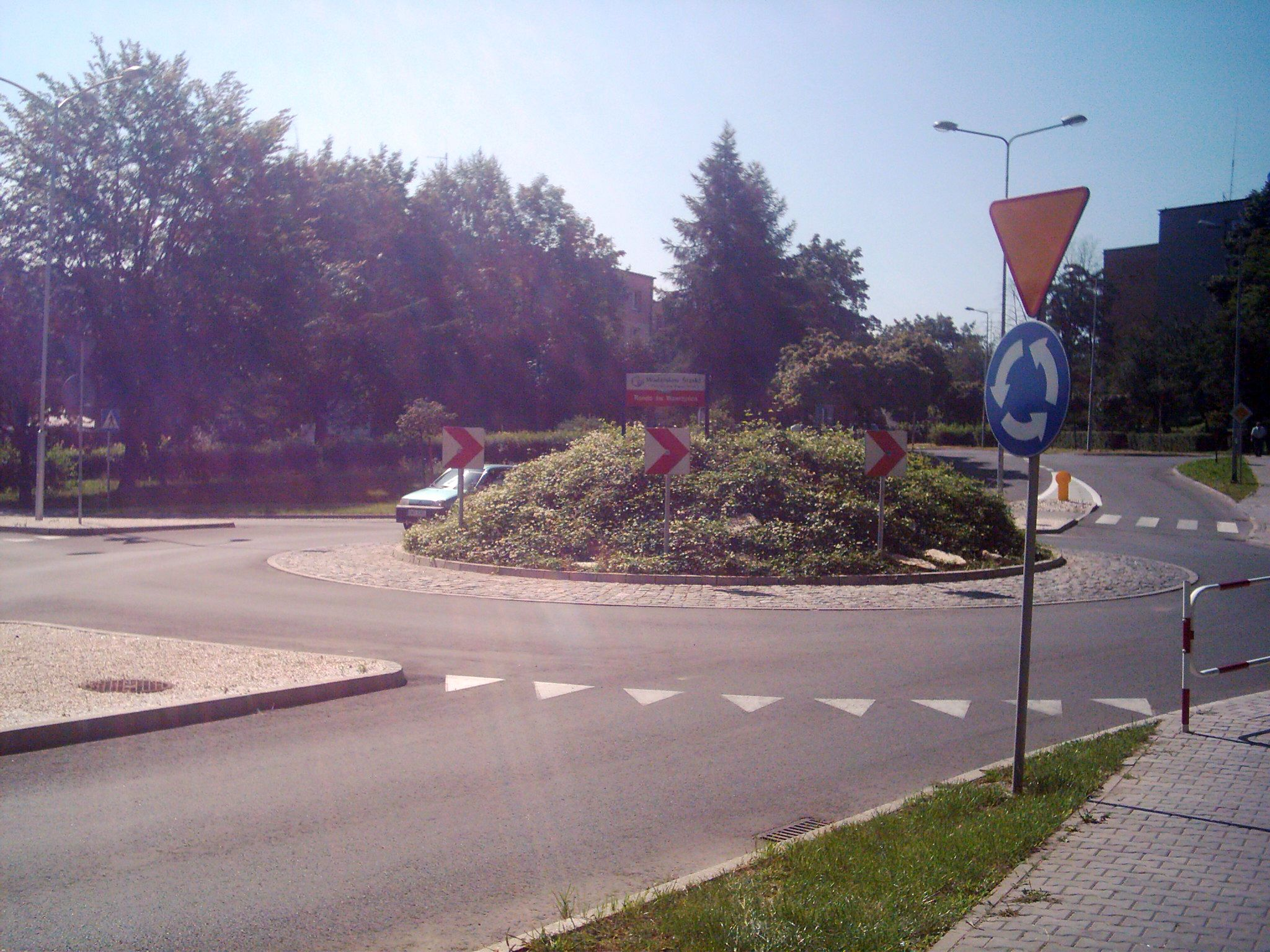
Rondo Św. Wawrzyńca